# Bienal de Quadrinhos de Curitiba
Bienal de Quadrinhos de Curitiba é um evento de histórias em quadrinhos realizado desde 2011 em Curitiba.

## História

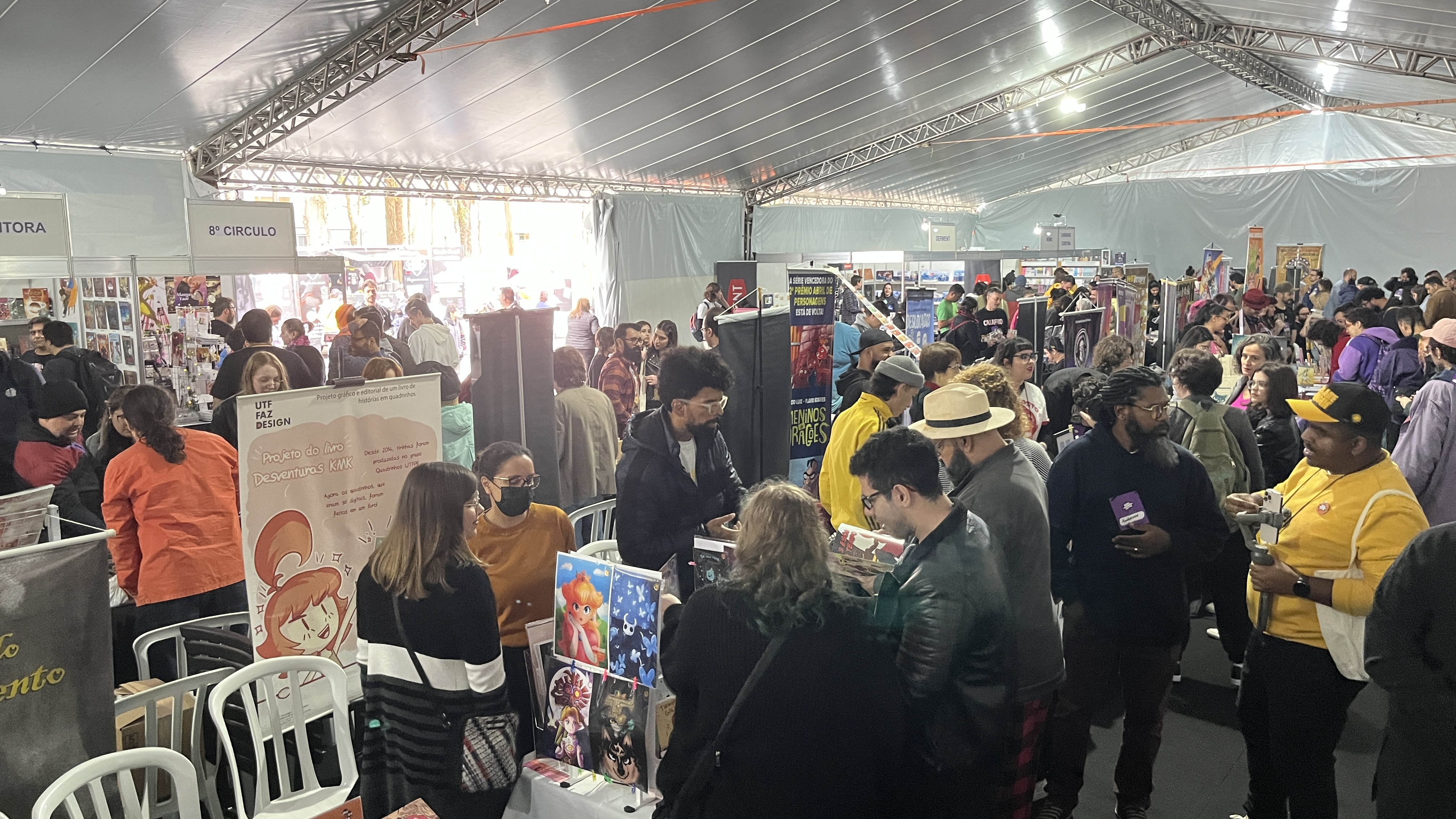
Bienal de Quadrinhos de Curitiba de 2023

Em 2011 ocorreu o evento Gibicon nº 0, com o subtítulo "Convenção Internacional de Quadrinhos de Curitiba", organizado pela Quadrinhofilia Produções Artísticas com a Znort Ilustradores a convite da Fundação Cultural de Curitiba. Foram diversos eventos, como encontros, debates, palestras e exposições, realizados em diferentes locais de Curitiba (Gibiteca de Curitiba, Museu da Fotografia, Memorial de Curitiba, Goethe-Institut, Aliança Francesa, Instituto Cervantes, Sesc Paço da Liberdade e Jokers Pub), tendo 32 convidados nacionais e sete internacionais: Hervé Bourhis, Fabio Civitelli, Lucio Filippucci, Jens Hardes e Salvador Sanz. O evento, que funcionou como um projeto-piloto em antecipação ao aniversário de 30 anos da Gibiteca (que ocorreria em 2012), teve como principal objetivo avaliar a receptividade do público local a este tipo de evento.
Tendo alcançado cerca de 10 mil visitantes de todo o país na edição "teste", o evento tornou-se regular a partir de 2012 com a Gibicon nº 1, dessa vez efetivamente celebrando o aniversário de 30 anos da Gibiteca de Curitiba. O evento, cuja periodicidade foi definida como bienal para as edições seguintes, permaneceu sendo realizado em diversos locais pela cidade e aumentou o número de convidados e eventos relacionados. O principal destaque do evento foi a exposição Tesouros da Grafipar, em homenagem à histórica editora paranaense, que reuniu pela primeira vez desde seu fechamento vários de seus artistas.
Em 2014, a Gibicon nº 2 deixou de ser realizada em diversos locais, concentrando suas atividades no Museu Municipal de Arte (MuMA), no bairro Portão. Foram feitas exposições em homenagem aos artistas Solda (que também ganhou a primeira edição do Prêmio Claudio Seto, iniciado neste ano), David Lloyd, Kim Jung Gi, entre outros. Esta edição alcançou 20 mil visitantes e contou com mais de 30 estandes, além de diversas mesas de artistas independentes.
Com o fim da parceria dos organizadores do evento com a Quadrinhofilia, que era detentora do nome "Gibicon", o evento foi oficialmente rebatizado de Bienal de Quadrinhos de Curitiba a partir da edição de 2016 e passou a contar com uma curadoria mista, formada por Mitie Taketani (proprietária da Itiban Comic Shop), pelo jornalista Heitor Pitombo e pelos quadrinistas André Caliman, Lobo e Rafael Coutinho, além da consultoria de Ibraim Roberson e Antônio Éder. Com projeto aprovado pela Lei Rouanet, esta edição recebeu cerca de 30 mil pessoas e trouxe como novidade a disponibilização de um espaço de 1.000 m² em três áreas do evento para a Feira de HQs, uma espaço destinado a artistas, editoras e expositores apresentarem e venderem suas obras. Além disso, no ano seguinte, a Fundação Cultura de Curitiba oficializou a intenção de intercalar a Bienal com o evento Traços Curitibanos, que é focado somente nos artistas locais e cuja primeira edição, em 2015, também ocorreu no MuMA.
Em 2018, a Bienal teve como tema "A cidade em quadrinhos" (com a proposta de discutir a relação do ambiente urbano com o corpo nas diferentes culturas) e a curadoria de Mitie Taketani e do jornalista e tradutor Érico Assis. Com mais de 300 expositores e mais de 60 artistas conviados, o evento recebeu cerca de 30 mil pessoas. Um dos principais destaques foi a exposição das obras de artes visuais do arquiteto Key Imaguire Jr., produzidas desde os anos 1970 mas até então desconhecidos do público. Os trabalhos foram apresentados por insistência de Mitie, que conhecera a produção quando foi convidar o arquiteto para ser homenageado no evento.
Devido à pandemia de COVID-19, a edição de 2020 da Bienal foi adiada para o ano seguinte, mas ainda assim foi realizada em agosto uma edição on-line do evento com características semelhantes ao evento presencial, contando com exposições, palestras, oficinas, bate-papos e debates (tudo realizado com o suporte das redes sociais do evento e de plataformas digitais como o Zoom). A curadoria do evento ficou mais uma vez a cargo de Mitie, dessa vez junto com o quadrinista Fabio Zimbres e com a curadoria especial do músico e produtor Vadeco Schettin por conta do tema do evento: "Quadrinhos & música: a relação e as mútuas influências destas duas formas de expressão artística".
Em 2021, porém, com a manutenção das restrições para eventos presenciais em Curitiba, optou-se pela sexta edição da Bienal ser novamente on-line, mas desta vez ocorrendo durante cinco meses, de agosto a dezembro. Também foi mantido o mesmo tema da edição on-line de 2020, "Quadrinhos & música". Além de contar com 140 artistas nacionais e internacionais convidados, o evento ainda trouxe o lançamento de uma coletânea inédita com obras de Luiz Gê, artista homenageado da edição, uma feira de HQs online, palestras, debates, oficinas, cocriação de obras e ações voltadas ao público de cidades da região metropolitana de Curitiba.

## Premiações
Em 2013, a então Gibicon recebeu dois dos principais prêmios de quadrinhos no país. Um foi o Troféu Jayme Cortez, que é parte do Prêmio Angelo Agostini e tem como objetivo premiar grandes contribuições para os quadrinhos brasileiros. O outro prêmio foi na categoria "melhor evento" do Troféu HQ Mix.
Em 2020, a Bienal de Quadrinhos de Curitiba foi novamente premiada no Troféu HQ Mix, desta vez na categoria "melhor exposição" com "Angola Janga De Marcelo D'salette Em Angola/Moçambique". A exposição itinerante foi parte do projeto Brasil em Quadrinhos, uma parceria da Bienal com o Itamaraty, e levou as obras do quadrinista Marcelo D'Salete (com destaque para o romance gráfico Angola Janga) para Angola e Moçambique no ano anterior.

## Datas e locais
| No. | Data                     | Local                   | Notas  |
| --- | ------------------------ | ----------------------- | ------ |
| 0   | 15-17 de julho de 2011   | Diversos locais         | [ 2 ]  |
| 1   | 25-28 de outubro de 2012 | Diversos locais         | [ 5 ]  |
| 2   | 4-7 de setembro de 2014  | Museu Municipal de Arte | [ 7 ]  |
| 3   | 8-11 de setembro de 2016 | Museu Municipal de Arte | [ 11 ] |
| 4   | 6-9 de setembro de 2018  | Museu Municipal de Arte | [ 14 ] |
| 5   | 20-23 de agosto de 2020  | On-line                 | [ 19 ] |
| 6   | Agosto-Dezembro de 2021  | On-line                 | [ 21 ] |

## Prêmio Claudio Seto
Em 2014, a Bienal de Quadrinhos de Curitiba instituiu o Prêmio Claudio Seto, em homenagem ao quadrinista de mesmo nome. São premiados artistas pelo conjunto de sua obra, recebendo o Troféu Maria Erótica (famosa personagem de Claudio Seto) e ganhando exposições, palestras e debates sobre a vida e a obra dos homenageados.

### Premiados
- 2014 - Solda[6]
- 2016 - Benício[30]
- 2018 - Key Imaguire[31]
- 2020 - Luiz Gê[32]